# Olimpia Arozena Torres
Olimpia Arozena Torres (San Cristóbal de la Laguna, Tenerife, 19 de juliol de 1902 - València, 1 de desembre de 1971) va ser una de les primeres dones que van accedir a estudiar a la Universitat de València i primera professora que va tenir aquesta institució.

## Biografia
Olimpia Arozena cursà a la seva ciutat natal els estudis mitjans i obtingué la titulació de batxillerat en 1921. En traslladar-se la família a València, es matriculà en aquesta universitat, en el curs 1925-1926, a la Facultat de Filosofia i Lletres, Secció Història, on va obtenir el títol de llicenciada amb Premi Extraordinari en 1928. El curs 1930-1931 la seva germana Aurora seguiria els seus passos i es matricularia a la Facultat de Ciències.
L'any següent accedí al cos docent com a auxiliar de la Càtedra d'Arqueologia, Numismàtica i Epigrafia, esdevenint així la primera professora de la Universitat de València. També es va incorporar com a membre del laboratori d'Arqueologia d'aquesta Universitat.
També va participar en els treballs del Seminari de Filologia Valenciana, durant la Segona República i la Guerra Civil, que va acabar transformant-se en l'Institut d'Estudis Valencians, havent treballat en l'esmentat seminari tant Olímpia Arozena com Antonio Álvarez Antolino, i havent confeccionat entre ambdós un fitxer de vocables valencians.
Després de la Guerra Civil Espanyola, Olimpia va ser depurada; Allunyada de l'ensenyament públic, va crear la seva pròpia acadèmia d'ensenyament, amb seu al seu domicili particular. El 1947 fou nomenada professora adjunta, per impartir assignatures d'Història de l'Art Modern i Contemporani i va compaginar aquesta tasca amb els estudis per obtenir el doctorat, amb la tesi «Noves aportacions a la història de València» (1949). En la dècada de 1950 va poder accedir a una plaça pública en un institut d'educació secundària de Castelló de la Plana.
Entre les seves publicacions destaca l'article Un cuadro de San Jerónimo del taller de los Macip, publicat a la revista de la Facultat de Geografia i Història Saitabi, en 1951, ISSN 0210-9980, Nº. 8, 35-38, 1951, pàg. 173-174.

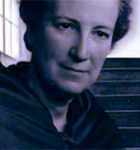

## Premi Olimpia Arozena
La Universitat de València va instaurar l'any 2011 el premi "Gènere i Docència en l'Educació Superior 'Olimpia Arozena Torres'", que es convoca amb caràcter biennal. Amb aquest premi, que s'emmarca dins del Pla d'Igualtat de la Universitat de València, la institució universitària tracta d'incentivar l'elaboració de materials i recursos docents destinats a la formació en igualtat i amb perspectiva de gènere, que puguin ser utilitzats en totes les modalitats de la docència.

## Reconeixement i memòria
Un retrat d'Olimpia Arozena va ser ubicat al Paranimf de l'edifici històric de la Universitat de València, el 8 de març de 2017. Es tracta del primer retrat d'una dona que hi figura. Les altres 40 imatges de personalitats vinculades amb la Universitat de Valencia al llarg dels seus 500 anys història són homes.
Al mes de gener de 2016 el Consell per la Dona i per la Igualtat de l'Ajuntament de València va decidir dedicar-li un carrer junt a altres 43 dones que no han tingut l'oportunitat d'obtindre el reconeixement al llarg de la història.